# Savia
Savia é um género botânico pertencente à família Phyllanthaceae.